# Hohenfelde (Plön)
Pour les articles homonymes, voir Hohenfelde.
Hohenfelde est une commune allemande de l'arrondissement de Plön, dans le Land de Schleswig-Holstein.

## Géographie
Hohenfelde se situe le long de la mer Baltique, à 6 km de Schönberg (Holstein).

## Histoire
Le village de Hohenfelde appartenait au domaine du même nom mentionné en 1264 sous le nom de « Hoghe-Hoghevelt ». Le village portait le nom de « Syde-Hoghevelt ».